# شنی (کانزاس)
شنی (به انگلیسی: Cheney) شهری در ایالت کانزاس کشور ایالات متحده آمریکا است که جمعیت آن در سرشماری سال ۲۰۱۰ میلادی، ۲٬۰۹۴ نفر بوده‌است.